# Église Santa Maria Stella Maris de Naples
Ne doit pas être confondu avec Église Santa Maria della Stella.
L'église Santa Maria Stella Maris (Sainte-Marie-Étoile-de-la-Mer) est une petite église néo-gothique de Naples située via Lucrezia d'Alagno, près de la fontaine de la Sellaria.

## Histoire et description
L'église actuelle remplace une ancienne église du vico Vacca démolie au XIXe siècle qui abrita à partir de 1561 la corporation des vendeurs de fers, puis celle des taverniers à partir du XVIIe siècle et des charcutiers après la seconde moitié du XVIIIe siècle.
L'église actuelle est construite en 1907 (comme l'indique la date de fondation au-dessus du portail) et administrée par l'archiconfrérie de Sainte-Marie-Stella-Maris-et-Saint-Blaise-des-Charcutiers. 
L'église est fermée depuis de nombreuses années et sert de dépôt.
L'église est dans un état de grande dégradation et des éléments de soutènement ont été installés sur les côtés.
La petite église rectangulaire présente un petit clocher de côté en pointe de diamant avec des monophores.